# Juanantontla
Juanantontla är en ort i Mexiko.   Den ligger i kommunen Cosautlán de Carvajal och delstaten Veracruz, i den sydöstra delen av landet, 220 km öster om huvudstaden Mexico City. Juanantontla ligger 1 189 meter över havet och antalet invånare är 202.
Terrängen runt Juanantontla är kuperad åt nordost, men åt sydväst är den bergig. Runt Juanantontla är det ganska glesbefolkat, med 38 invånare per kvadratkilometer. Närmaste större samhälle är Coatepec, 14,1 km norr om Juanantontla. I omgivningarna runt Juanantontla växer i huvudsak städsegrön lövskog.